# فابيان كوخ
فابيان كوش (بالألمانية: Fabian Koch)‏ (24 يونيو 1989 في النمسا - ) هو لاعب كرة قدم نمساوي في مركز الدفاع. شارك مع منتخب النمسا تحت 21 سنة لكرة القدم. أما مع النوادي، فقد لعب مع أوستريا فيينا ونادي واكر إنسبروك ونادي واكر إنسبروك.

## وصلات خارجية
- فابيان كوش على موقع الاتحاد الأوربي (الإنجليزية)
- فابيان كوش على موقع قاعدة بيانات كرة القدم.إي يو (الإنجليزية)
- فابيان كوش على موقع Soccerway.com (الإنجليزية)
- فابيان كوش على موقع عالم كرة القدم.نت (الإنجليزية)
- فابيان كوش على موقع AS.com (الإسبانية)